# Brufe
Brufe – miejscowość w Portugalii, leżąca w gminie Vila Nova de Famalicão, w dystrykcie Braga, w regionie Północ w podregionie Ave. Miejscowość jest siedzibą sołectwa o tej samej nazwie. 
Mieszkańcy gminy Brufe położonej na północy Portugalii wspólnie wykonali 6-metrową choinkę z włóczki. Choinka została wykonana z kawałków materiału zrobionego na szydełku oraz drutach przez rozmaite grupy mieszkańców. Inicjatywa wyszywania choinki połączyła lokalną społeczność po izolacji spowodowanej przez restrykcje związane z pandemią Covid-19.
Obecnie burmistrzem gminy jest Carlos Gomes.

## Demografia[4]
| Liczba ludności sołectwa Brufe (1864–2021) | Liczba ludności sołectwa Brufe (1864–2021) | Liczba ludności sołectwa Brufe (1864–2021) | Liczba ludności sołectwa Brufe (1864–2021) | Liczba ludności sołectwa Brufe (1864–2021) | Liczba ludności sołectwa Brufe (1864–2021) | Liczba ludności sołectwa Brufe (1864–2021) | Liczba ludności sołectwa Brufe (1864–2021) | Liczba ludności sołectwa Brufe (1864–2021) | Liczba ludności sołectwa Brufe (1864–2021) |
| ------------------------------------------ | ------------------------------------------ | ------------------------------------------ | ------------------------------------------ | ------------------------------------------ | ------------------------------------------ | ------------------------------------------ | ------------------------------------------ | ------------------------------------------ | ------------------------------------------ |
| 1864                                       | 1900                                       | 1930                                       | 1960                                       | 1970                                       | 1981                                       | 1991                                       | 2001                                       | 2004                                       | 2021                                       |
| 483                                        | 455                                        | 782                                        | 1 658                                      | 2 223                                      | 2 497                                      | 2 397                                      | 2 288                                      | 2 231                                      | 2 294                                      |